# كريستيان فريدل
كريستيان فريدل (بالألمانية: Christian Friedel)‏ (و. 1979 – م) هو ممثل، وموسيقي من ألمانيا . ولد في ماغديبورغ.

## روابط خارجية
- كريستيان فريدل على موقع IMDb (الإنجليزية)
- كريستيان فريدل على موقع مونزينجر (الألمانية)
- كريستيان فريدل على موقع قاعدة بيانات الأفلام العربية
- كريستيان فريدل على موقع ألو سيني (الفرنسية)
- كريستيان فريدل على موقع ميوزك برينز (الإنجليزية)
- كريستيان فريدل على موقع أول موفي (الإنجليزية)
- كريستيان فريدل على موقع قاعدة بيانات الأفلام السويدية (السويدية)
- كريستيان فريدل على موقع ديسكوغز (الإنجليزية)
- كريستيان فريدل على موقع قاعدة بيانات الفيلم (الإنجليزية)
- كريستيان فريدل على موقع كينوبويسك (الروسية)